# José Antonio Espinosa
José Antonio Espinosa Hernández (Tomelloso, Castilla - la Mancha, 24 de noviembre de 1969 - Madrid, 20 de octubre de 1996) fue un ciclista español que fue profesional entre 1993 y 1996 año de su muerte.
De su carrera destaca una tercera posición en la 18.ª etapa de la Vuelta en España de 1995.
El día 19 de octubre de 1996 durante la disputa del Criterium de Fuenlabrada, Espinosa impactó con un organizador de la prueba, que se encontraba dentro del circuito. El corredor fue trasladado al Hospital Clínico San Carlos de Madrid, donde después de ser operado entró en coma. El día siguiente perdía la vida de resultas de las heridas sufridas.

## Palmarés

### Resultados a la Vuelta en España
- 1993. 114.º de la clasificación general.
- 1994. 87.º de la clasificación general.
- 1995. 57.º de la clasificación general.